# T30重戦車
T30重戦車は、第二次世界大戦において、ドイツ国防軍の新型戦車への対抗として開発が進められたアメリカ軍戦車の計画である。

## 概要
T30はT29重戦車と同時期に設計された。先行試作車輌が1945年4月に開発開始され、1947年に完成した。155mm砲T7は分離装薬と弾頭からなる弾薬を発砲した。装填棒が動力化された機力装填装置によって装填手の負担が軽減された。また砲弾の搭載には動力のついたホイストが用いられた。
T30E1と呼称された型の車輛は、追加ハッチを砲塔後面に備え、砲弾の薬莢を排出した。ほか、別の型式であるT30E2が存在する。T30の砲弾は43kgの重量があり、分離装薬は18kgに達した。弾薬は双方を合計して61kgの重量があり、これは人力での装填を難しいものとした。
12輌が生産され、今日、残存車輛がケンタッキー州のフォート・ノックスに所在するマーシャル・ホール前に展示されている。
戦後に開発されたT58重戦車は本車輛に搭載されていた155mm砲T7を軽量化した155mm砲T180を新たに開発した揺動砲塔に搭載し、T43(のちのM103重戦車)の車体にその砲塔を搭載する計画であったが、砲塔の試作のみで計画は打ち切られている。

## 登場作品

### ゲーム
『World of Tanks』
アメリカ駆逐戦車T30として開発可能。